# Jussinkylä
Jussinkylä ou Juhannuskylä est le quartier numéro 10 (finnois : Kaupunginosa X)  de Tampere en Finlande.

## Description
Jussinkylä est bordé au sud par Satakunnankatu. 
À l'est et au nord-est, le quartier est délimité par une voie ferrée et au nord-ouest par Lapintie. 
Le pont d'Erkkilä relie Jussinkylä à Tammela. 
Le monument le plus connu du quartier est la cathédrale de Tampere. 
Les quartiers voisins de Jussinkylä sont Finlayson, Tampella et Kyttälä.

## Étymologie
L'origine du nom du quartier est inconnue, mais il est utilisé au moins depuis les années 1870. 
Il peut faire référence à une personne nommée Johannes ou peut-être à la célébration de la fête de la Saint-Jean.

## Lieux et monuments
- Cathédrale de Tampere.
- Caserne des pompiers.
- Maison Schreck.
- École de Jussinkylä.
- Tuomiokirkonpuisto
- Mur de pierre de Tuominen.

## Galerie

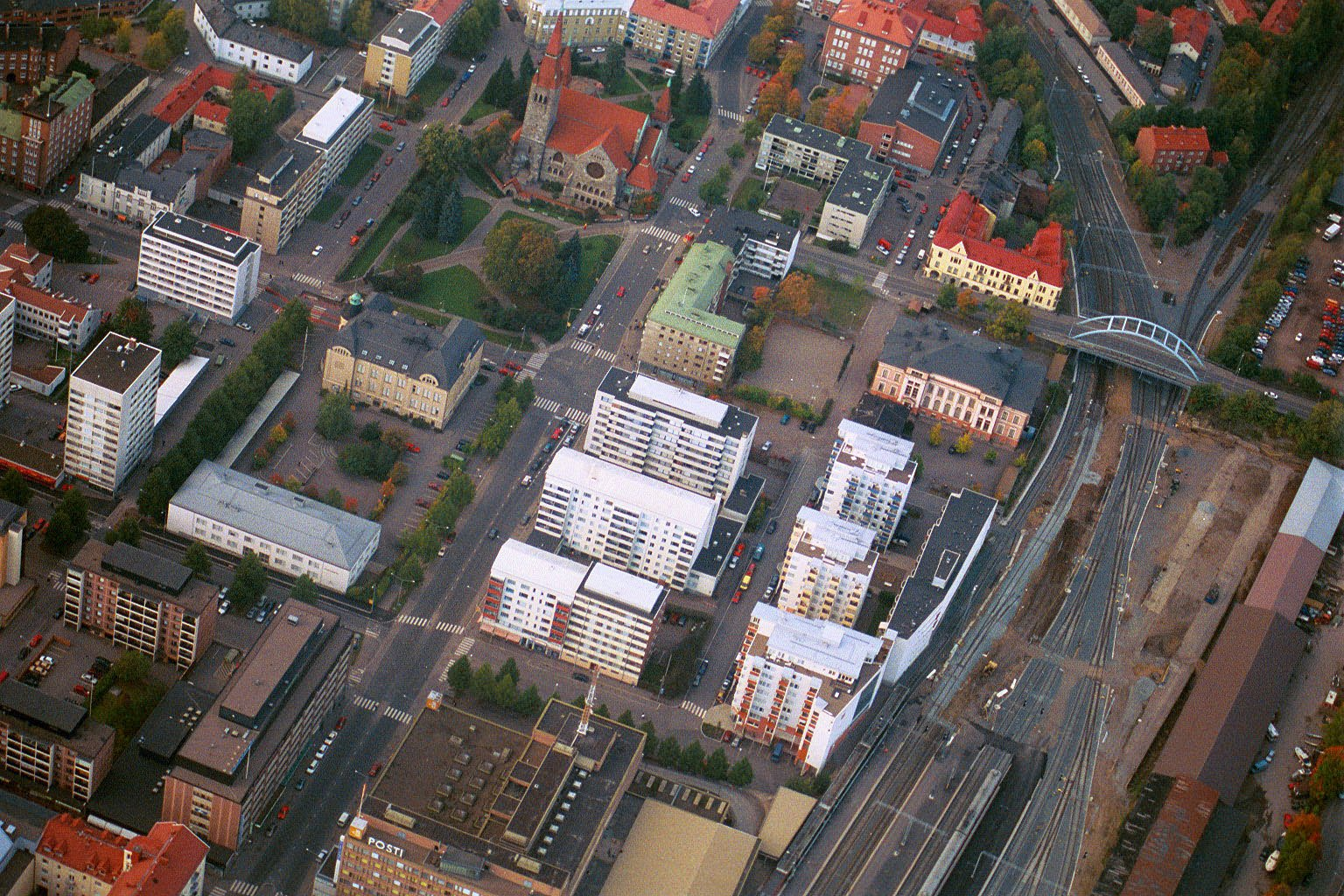
Vue aérienne.
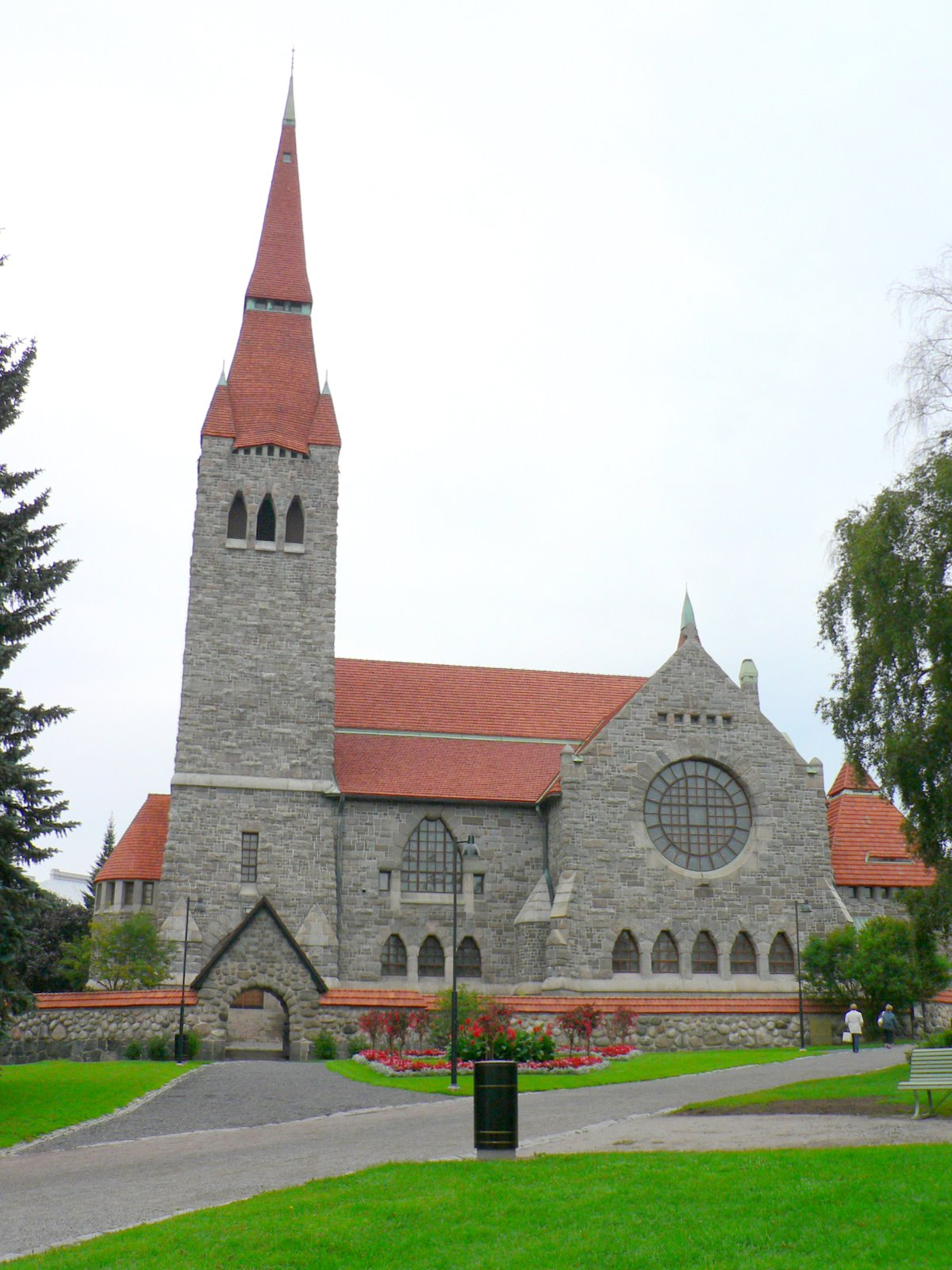
Cathédrale de Tampere
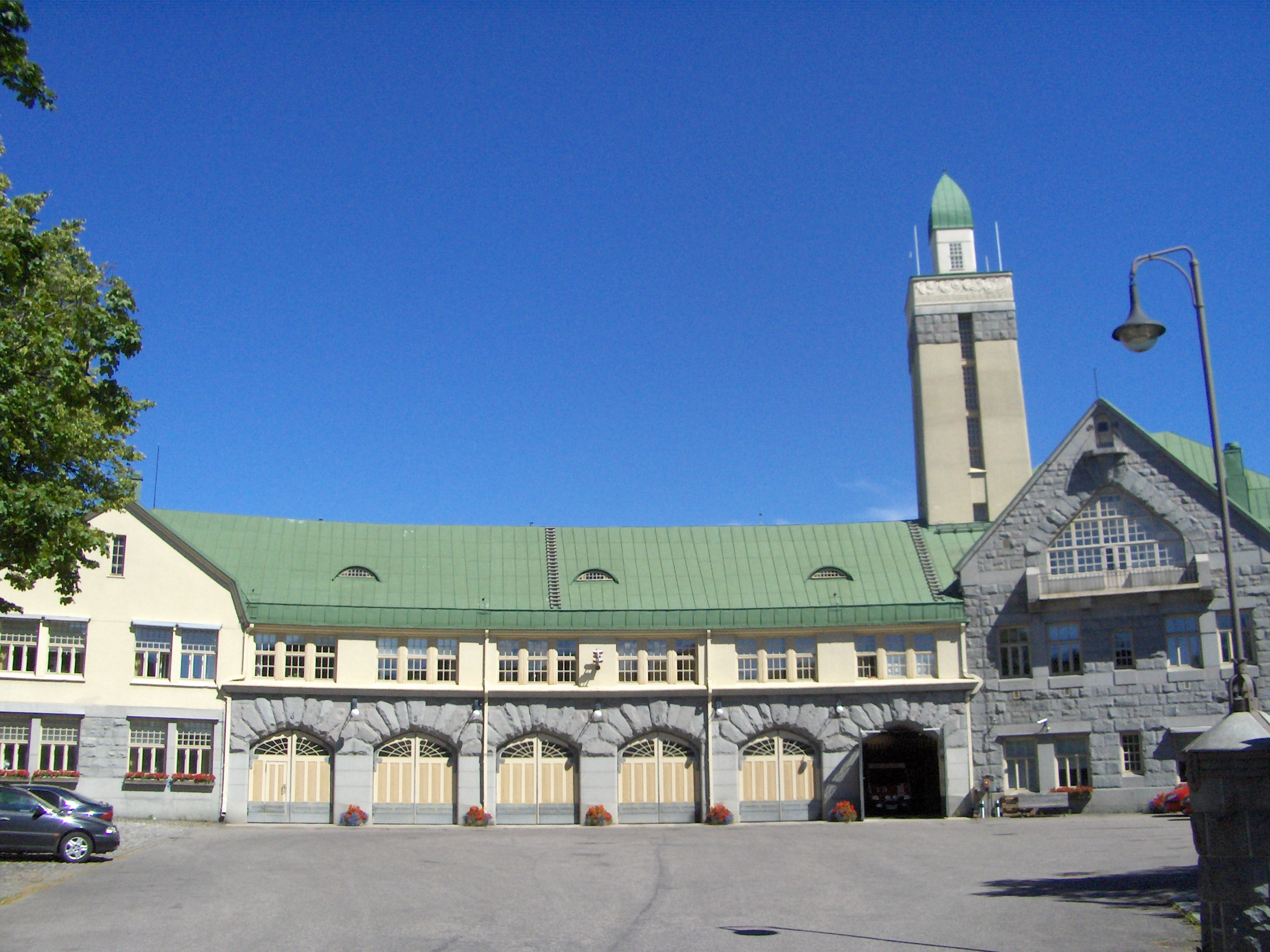
Caserne des pompiers
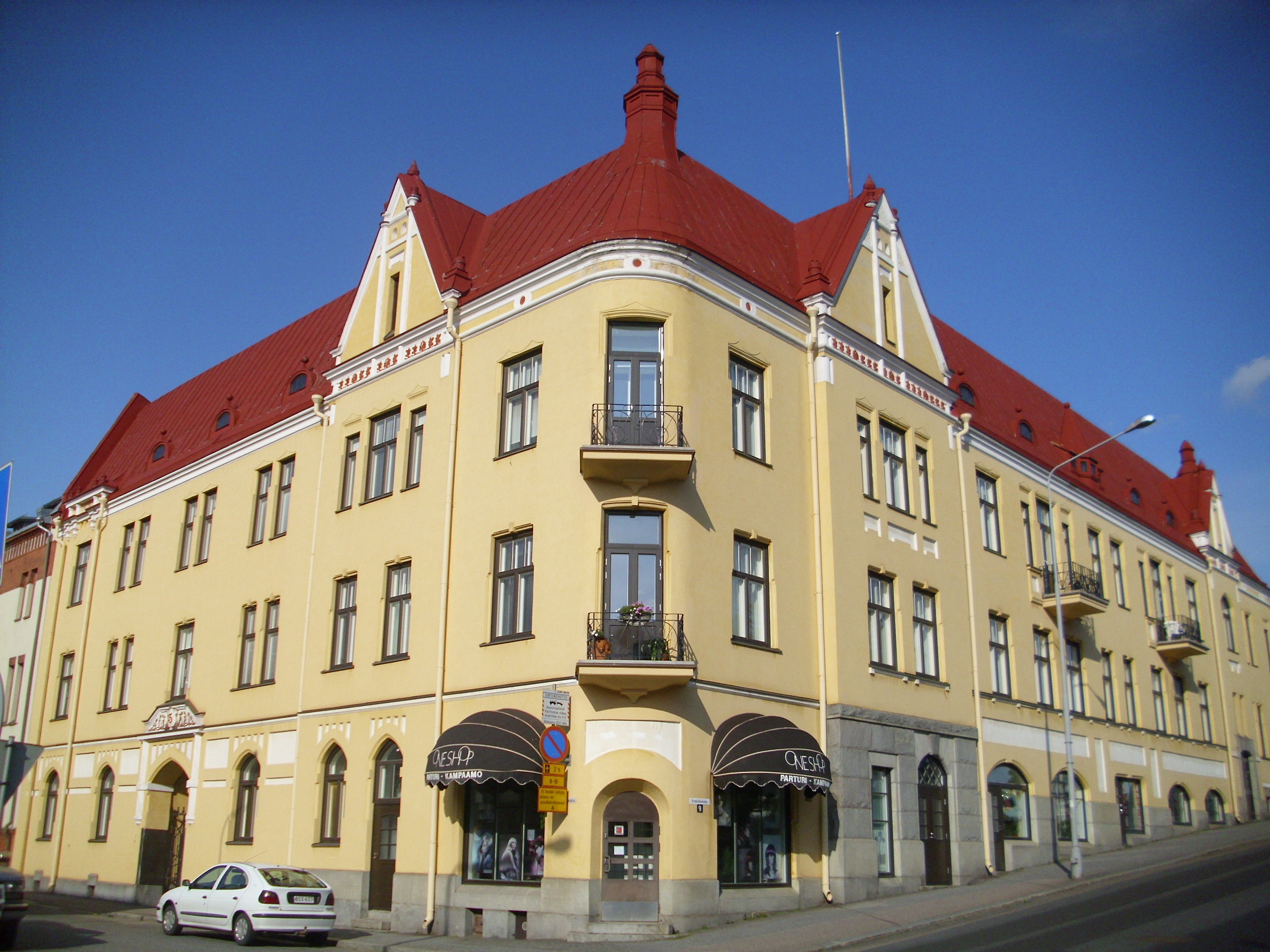
Maison Schreck

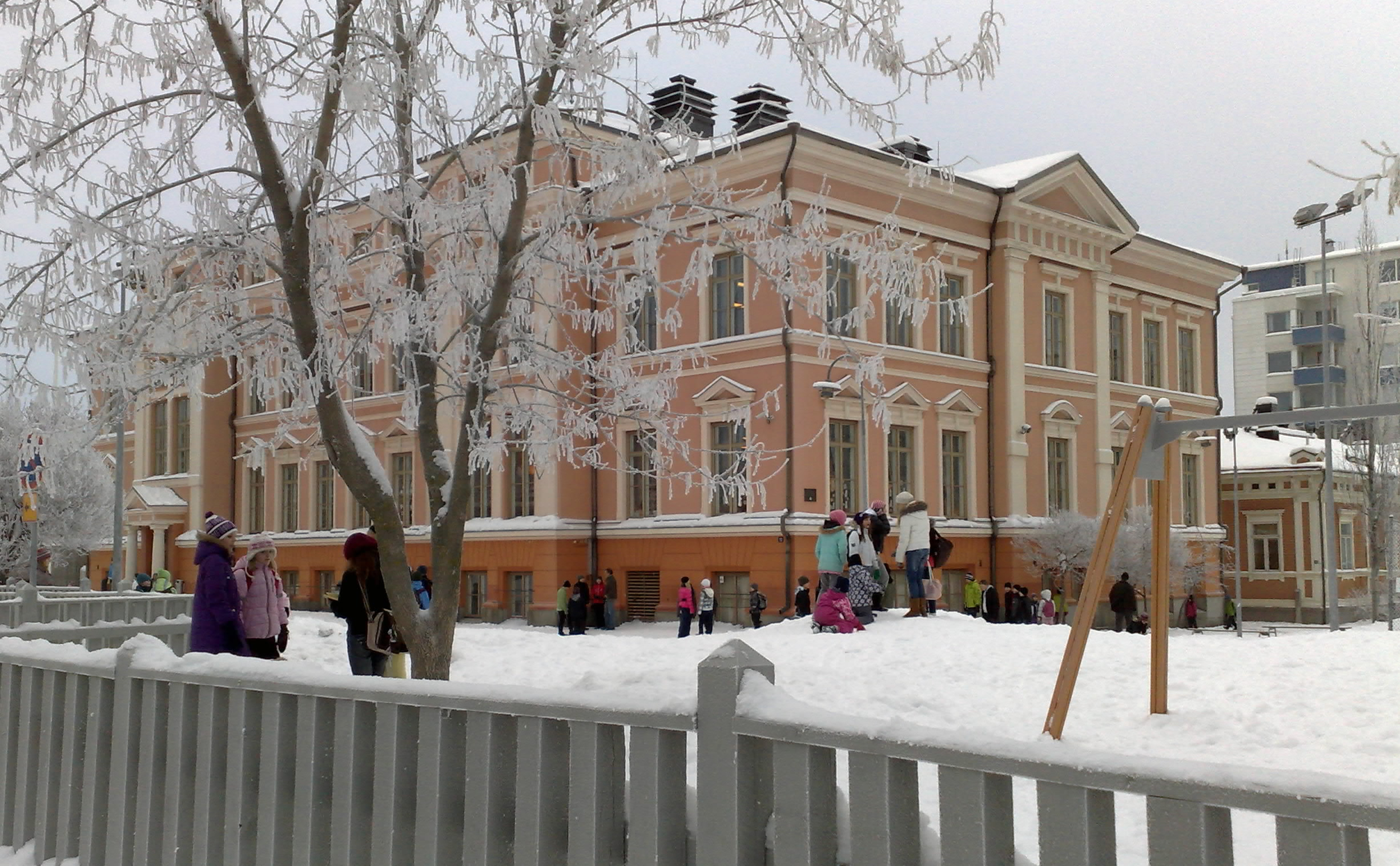
École de Jussinkylä.
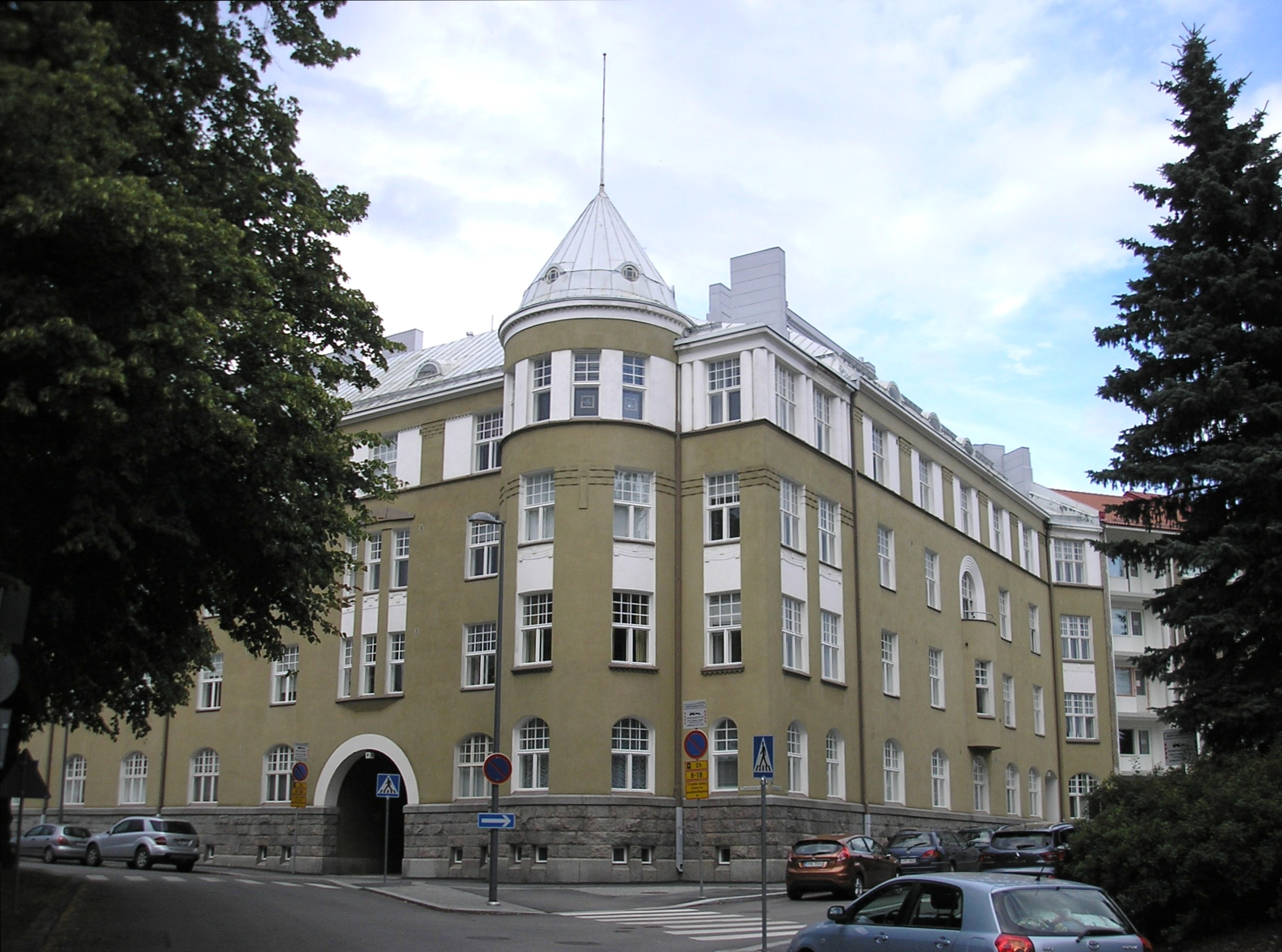
Mur de pierre de Tuominen.
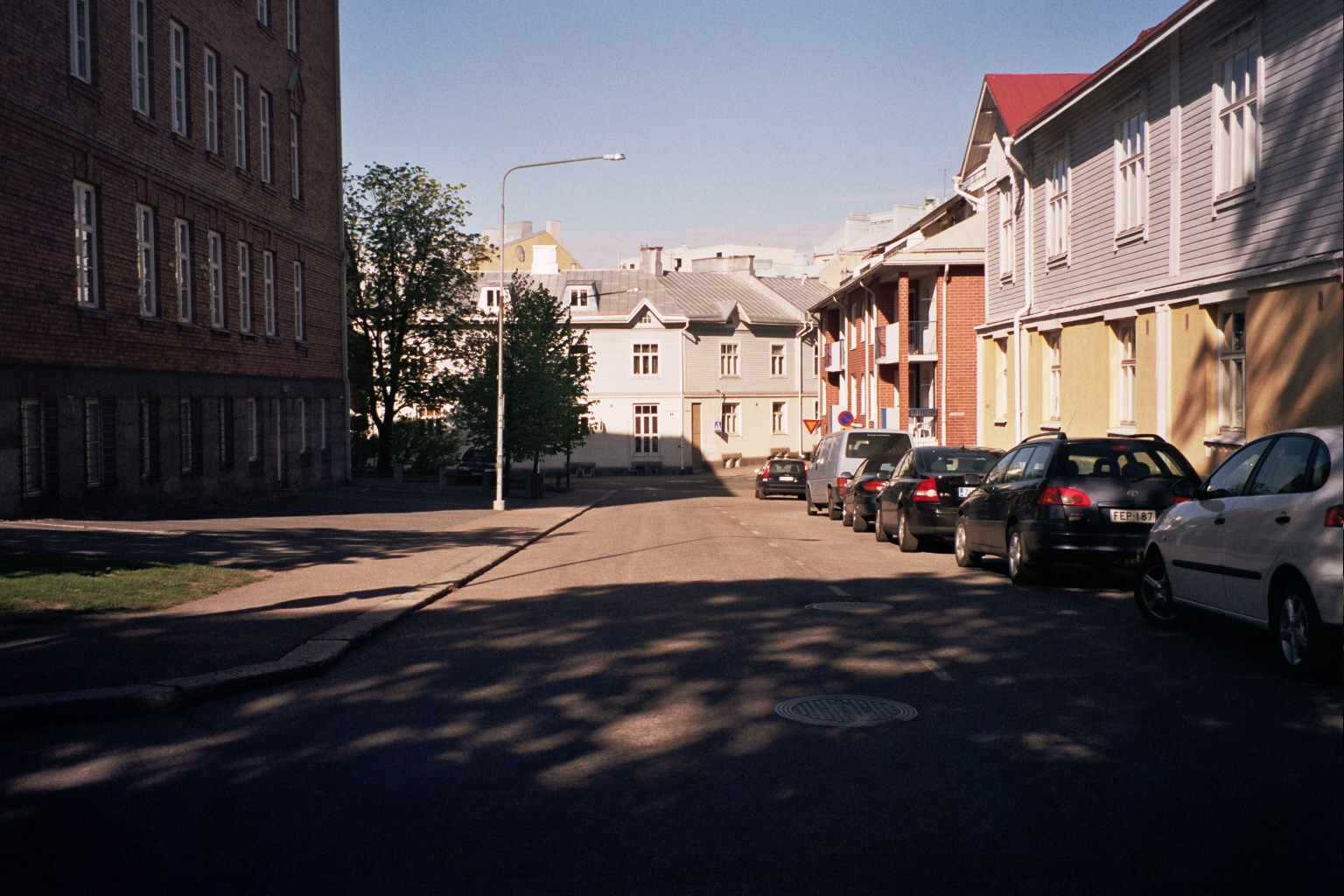
Vuorikatu.